# Selenocisteína

L-selenocisteína.

## Funciones
La mayoría de las selenoproteínas poseen actividad enzimática, con la selenocisteína en el centro activo. En bacterias y arqueas estas enzimas realizan funciones catabólicas y de oxidación-reducción, mientras que en eucariotas tienen funciones antioxidantes y anabólicas.